# بروخه ۹۴۷۲
سیارک ۹۴۷۲ (به انگلیسی: 9472 Bruges، نامگذاری:1998OD14) نه هزار و چهارصد و هفتاد و دومین سیارک کشف شده‌است که در ۲۶ ژوئیه ۱۹۹۸ کشف شد.
قدر مطلق سیارک برابر ۱۳٫۵۰ است.